# Nesippus gonosaccus
Nesippus gonosaccus is een eenoogkreeftjessoort uit de familie van de Pandaridae. De wetenschappelijke naam van de soort is voor het eerst geldig gepubliceerd in 1943 door Heegaard.